# Cédric Sabin
Pour les articles homonymes, voir Sabin.
Cédric Sabin, né le 2 novembre 1979 à Paris, est un footballeur français, international martiniquais jouant au poste d'attaquant.

## Biographie
Il occupe le poste d'attaquant.
Cet attaquant est finaliste de la Coupe de France en 2005 avec Sedan.
Durant l'été 2008, après un essai infructueux au FC Lorient, il s'engage avec le Vannes OC. En mars 2010, il décide de quitter Vannes pour rejoindre Shaanxi Zhongxin un club du championnat de Chine de football.
Il fait ses débuts avec la sélection de la Martinique en inscrivant un doublé contre Porto Rico le 23 octobre 2012 lors du 2e tour préliminaire de la Coupe caribéenne des nations 2012.

## Palmarès
- Finaliste de la Coupe de France en 2005 avec le CS Sedan-Ardennes
- Finaliste de la Coupe de la Ligue en 2009 avec le Vannes OC